# Bac Ninh
Bac Ninh (língua vietnamita: Bắc Ninh) é uma província do Vietnã.